# Peso da Régua e Godim
Peso da Régua e Godim (oficialmente: União das Freguesias de Peso da Régua e Godim) é uma freguesia portuguesa do município de Peso da Régua, com 10,13 km² de área e 8905 habitantes (censo de 2021). A sua densidade populacional é 879,1 hab./km².

## História
Foi criada aquando da reorganização administrativa de 2012/2013, resultando da agregação das antigas freguesias de Peso da Régua e Godim:

## Demografia
A população registada nos censos foi:
| Distribuição da População por Grupos Etários | Distribuição da População por Grupos Etários | Distribuição da População por Grupos Etários | Distribuição da População por Grupos Etários | Distribuição da População por Grupos Etários | Distribuição da População por Grupos Etários |
| -------------------------------------------- | -------------------------------------------- | -------------------------------------------- | -------------------------------------------- | -------------------------------------------- | -------------------------------------------- |
| Antes da agregação                           |                                              |                                              |                                              |                                              |                                              |
| Ano                                          | 0-14 anos                                    | 15-24 anos                                   | 25-64 anos                                   | >= 65 anos                                   | Total                                        |
| 2001                                         | 1690                                         | 1541                                         | 5345                                         | 1455                                         | 10031                                        |
| 2011                                         | 1407                                         | 1216                                         | 5624                                         | 1712                                         | 9959                                         |
| Após a agregação                             |                                              |                                              |                                              |                                              |                                              |
| Ano                                          | 0-14 anos                                    | 15-24 anos                                   | 25-64 anos                                   | >= 65 anos                                   | Total                                        |
| 2021                                         | 1082                                         | 938                                          | 4767                                         | 2118                                         | 8905                                         |